# Кусочиньский, Януш
Я́нуш Таде́уш Кусочи́ньский (пол. Janusz Tadeusz Kusociński; 15 января 1907, Варшава — 21 июня 1940, Пальмиры, Мазовецкое воеводство) — польский легкоатлет, олимпийский чемпион в беге 10 000 м летних Олимпийских игр 1932 года, серебряный медалист первого чемпионата Европы в 1934 году (бег 5000 м), рекордсмен мира по бегу на 3000 м (19 июня 1932, 8.18,8) и 4 мили (30 июня 1932, 19.02,6), 10-кратный чемпион Польши, 25-кратный рекордсмен Польши, член движения Сопротивления.

## Биография
Поступил в Варшавский институт физкультуры, где учился вместе с такими спортсменами, как Ядвига Вайс, Фелиция Схабиньска, Мария Квасьневская, Станислава Валасевич.
Добровольцем принял участие в сентябрьской кампании, был дважды ранен и награждён орденом «Krzyż Walecznych». Вступил в движение сопротивления как член подпольной разведки. Был арестован в марте 1940 года, никого не выдал и был расстрелян в Кампиносской пуще около села Пальмиры под Варшавой вместе с другими известными поляками (Мацеем Ратаем, Давидом Пшепюркой и другими спортсменами, интеллигентами и политиками).
В настоящее время[когда?] могила Януша Кусочиньского находится на Пальмирском кладбище.

## Память

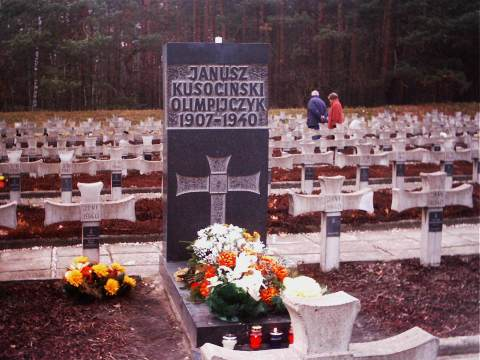
Могила Кусочиньского

- В его честь с 1954 года организуется Мемориал Януша Кусочиньского[англ.].
- В Дольске (Великопольское воеводство) находится памятник Кусочиньскому.
- В польском художественном фильме 1977 года режиссёра Кшиштофа Рогульски[пол.]  «Последний круг»[пол.] (пол.) роль Януша Кусочиньского в 1939-40 гг. исполнил Мариуш Бенуа.
- В 2009 посмертно награждён Командорским крестом со звездой Ордена Возрождения Польши[4]